# Éparchie Saint-Jean Chrysostome de Gurgaon des Syro-Malankars
L'éparchie Saint-Jean Chrysostome de Gurgaon des Syro-Malankars est une juridiction de l'église catholique syro-malankare, église orientale en communion avec l'Église de Rome. Créée en 2015, à Gurgaon, une ville satellite de New-Delhi, elle rassemble les chrétiens de rite syriaque occidental vivant en Inde du Nord.

## Histoire
Elle a été créée le 26 mars 2015.

## Éparque
- Du 26 mars 2015 au 26 août 2021 † : Jacob Barnabas Chacko Aerath[1].
- Depuis le 7 mai 2022 : Thomas Antonios Valiyavilayil